# Vitalij Komar
Vitalij Komar in russo Виталий Комар? (Mosca, 1943) è un pittore russo.

## Vita
Nel 1967 ottiene il diploma presso la Scuola di Arte e Design Stroganov.
Poco dopo, inizia a lavorare sempre più in stretto contatto con l'amico e collega Melamid: la carriera artistica dei due non si separerà mai più, essi firmeranno tutte el loro opere insieme.
A partire dalla fine degli anni Sessanta e dall'inizio del decennio successivo, l'autore (sempre insieme al collega) si fanno fondatori e promotori del genere artistico della Sots-art.
Nel 1973, è espulso come avvenne anche per Melamid, dalla sezione giovanile dell'Unione degli Artisti Sovietici.
Nell'anno successivo, il 1974, è arrestato, sempre insieme a Melamid, durante un'esposizione in un appartamento moscovita, e successivamente, molte delle sue opere sono distrutte nella famosa quanto tragica Mostra dei Bulldozer.
Dal 1978, egli vive a New York.